# 210245 Castets
210245 Castets è un asteroide della fascia principale. Scoperto nel 2007, presenta un'orbita caratterizzata da un semiasse maggiore pari a 2,3926118 UA e da un'eccentricità di 0,1799603, inclinata di 1,97792° rispetto all'eclittica.
L'asteroide è dedicato all'astronoma amatoriale francese Martine Castets.